# Occhi di cristallo
Occhi di cristallo è un film del 2004 diretto da Eros Puglielli. Il film si basa sul romanzo noir L'impagliatore, scritto da Luca Di Fulvio.

## Trama
Il doloroso e mai dimenticato passato dell'ispettore Giacomo Amaldi si materializza ogni qual volta l'uomo deve affrontare stupratori e molestatori. Tutto ciò fiorisce con particolare violenza nel momento in cui deve affrontare un metodico ed efferato serial killer, soprannominato l'Impagliatore; ogni volta diverse mutilazioni subite dalle vittime lasciano intendere come l'assassino seriale stia seguendo un disegno ben preciso e di difficile risoluzione per la polizia. L'assassino è inoltre solito colpire anche animali e asportare intere membra del corpo delle sue vittime: i rilievi fatti sulle scene del delitto indirizzano le indagini prima verso un cacciatore e poi, appunto, verso un impagliatore.  Nel frattempo uno dei colleghi di Amaldi, l'agente Ajaccio, è in fin di vita a causa di un tumore al cervello e viene ricoverato stabilmente in ospedale: proprio nella struttura ospedaliera spariscono degli strumenti e dei farmaci che sono compatibili con quelli adoperati dall'assassino.
Amaldi si imbatte presto in Giuditta, una studentessa universitaria presa di mira anche lei da un maniaco, e se ne innamora. L'uomo si presenta a una sua lezione universitaria e rimane colpito dal suo insegnante di antropologia, che inizia a consultare in seguito ai vari omicidi per cercare di ricostruire il profilo del killer. L'assassino colpisce nel frattempo una venditrice di opere d'antiquariato che in passato aveva fatto affari proprio con la madre dell'assassino e, proprio mentre Amaldi è a cena con Giuditta, una delle dottoresse dell'ospedale. Nel frattempo Ajaccio inizia ad avere allucinazioni e ricordi lucidi relativi al suo passato in orfanotrofio, in particolare riguardo al figlio della proprietaria, ragazzo traumatizzato proprio da una madre pazza con una smodata passione per le bambole. Ajaccio riceve nel sonno una visita dallo stesso assassino, e così la polizia decide di far piantonare il collega, che continua nel frattempo ad avere delle allucinazioni: sembrerebbe che l'assassino sia proprio il ragazzino dei suoi incubi.
Dopo una notte di passione con Giuditta in cui le ha anche rivelato di una sua ex fidanzata uccisa da uno stupratore, Amaldi riesce a individuare il maniaco che la perseguita: si tratta di un ragazzo che aveva già notato all'università. Il poliziotto per poco non uccide il ragazzo: ciò terrorizza Giuditta, che non vuole più continuare la sua relazione. Mentre Amaldi cerca di portare avanti le indagini riguardanti l'orfanotrofio in cui Ajaccio era cresciuto ed emerge che la stessa direttrice aveva fatto incendiare la prima sede, causando fra l'altro la morte di 6 bambini, il killer uccide il piantone e Ajaccio. Subito dopo l'assassino rapisce anche Giuditta: il killer è proprio il suo professore di antropologia ed è con lei che riuscirà a completare l'opera. Amaldi capisce che il centro operativo dell'assassino è l'ex orfanotrofio: riesce dunque ad arrivare prima dell'ultimo omicidio e ne deriva una feroce lotta con il professore. L'assassino usa tutti i suoi trucchi contro Amaldi e sta per sopraffarlo, tuttavia Giuditta riesce a liberarsi e spara a morte al suo aguzzino, salvando l'amato poliziotto

## Critica
Il Morandini assegna 3 stelle su 5 al film esprimendo il seguente giudizio: "Incompreso e sottovalutato dai critici (...) Ha un'atmosfera malata e intrigante. Specialmente nella 1ª parte la suspense tiene. (...) Il suo lato debole è la sceneggiatura con poca fiducia nell'azione e nel comportamento". Il dizionario Farinotti assegna 3 stelle su 5 affermando: "Puglielli è rigoroso nel rispettare i canoni del genere e la sua dedizione dà buoni frutti. Nella sobrietà generale, il regista si concede comunque più di una trovata stilistica originale".